# Anne de Balbi
Anne Jacobée Nompar de Caumont de La Force, condesa de Balbi (19 de agosto de 1758-3 de abril de 1842), fue una cortesana francesa, famosa por haber sido amante del conde de Provenza, quien posteriormente se convertiría en Luis XVIII de Francia.

## Primeros años
Nacida en el Chateau La Force, Anne fue hija del marqués de Caumont de la Force, oficial de la corte del rey Luis XV y primer caballero de la cámara del conde de Provenza, y de Adelaide-Luce-Madeleine Galard Brassac, gobernanta de los hijos del conde de Artois. Contrajo matrimonio con el conde de Balbi, con quien tuvo cuatro hijas.

## Vida en la corte
Descrita como una belleza ingeniosa y con sentido del humor, atrajo no obstante a un gran número de enemigos como consecuencia de su carácter implacable. En 1779 se convirtió en dame d'atour de la condesa de Provenza, supuestamente debido al interés de Anne por el conde, quien al parecer la convirtió en su amante debido a la ira que sentía por la persona a la que amaba su esposa, Marguerite de Gourbillon. El marido de Anne, quien se mostró contrario a la relación extraconyugal de su esposa, fue declarado mentalmente insano y encerrado en un asilo mental por orden del conde, quien incluso creó un jardín en Versalles en 1785 al cual bautizó con el nombre de Balbi en honor a Anne.

## Exilio
Anne fue, junto con el otro favorito del conde de Provenza, el duque de Avaray, una de los principales partícipes en la fuga de los condes de Francia, la cual tuvo lugar el mes junio de 1791, al mismo tiempo que la fuga de Varennes. Anne huyó del país el 2 de junio, refugiándose en los Países Bajos Austríacos, donde se reencontró con el conde de Provenza tras su exitosa huida el 21 del mismo mes.
Anne jugó un papel importante entre los miembros de la corte emigrada en Coblenza, siendo conocida como una de las "reinas de la emigración" junto con la princesa de Mónaco y Luisa d'Esparbès. Organizó asimismo recepciones regulares en la casa que le fue otorgada junto a la residencia de Luis, quien fue proclamado regente en el exilio, y debido a la conocida confianza que él sentía hacia ella, Anne, quien se acabó convirtiendo en su consejera política, fue cortejada por numerosos diplomáticos extranjeros, guardando una estrecha relación con el enviado ruso.
El conde de Neuilly realizó una descripción de Anne en este periodo de su vida:

Todas las tardes, después de que la condesa de Balbi hubiese hecho sus deberes a Madame, regresaba a casa, y sus invitados empezaban la asamblea. Pero primero cambiaba su vestido; su pelo era arreglado frente a una pequeña mesa la cual era traída de otra habitación; su vestido e incluso su camisa eran puestos en nuestra presencia; (...) nos parecía tan natural que nunca pensamos sobre ello. (...) Estábamos ahí, (...), Balbi, y yo, jóvenes sin importancia, aunque llevábamos uniforme, y ya éramos hombres; pero Monsieur también estaba presente, y no prestaba mayor atención que nosotros. Generalmente, permanecía con la espalda girada, sentado en una silla frente a la chimenea, la sombra de la cual arrojada en silueta, creaba el perfil de Luis XVI. Tenía la costumbre de empujar el extremo de su bastón en su zapato. Durante el baño de Madame de Balbi, que apenas duraba diez minutos, la conversación seguía su curso. Continuaba en el mismo feliz tono familiar, después de la llegada de M. d'Avaray, del conde de Vérac, y de un muy pequeño número de invitados que eran admitidos en estas veladas. Hablábamos de teatros, música, noticias de París, canciones, disparates, cotilleo. Monsieur contaba anécdotas a la perfección, y sabía cómo pasar por alto lo que a veces podría ser claro en ellos. Se jugaban juegos, se hacían rimas, algunas veces había lectura en alto (...) ocasionalmente teníamos que hacer versos, y su Alteza Real condescendía en darnos lecciones en prosodia.

Según informes, Anne poseía un fuerte temperamento, resintiéndose con sus rivales por su influencia sobre el conde de Provenza y llegando su conocida rivalidad con el otro favorito, el duque de Avaray, a provocar tensiones en algunos momentos.

## Últimos años
En abril de 1792, Anne se vio obligada a acompañar a la condesa de Provenza a Saboya debido a que seguía siendo una de sus damas de compañía, abandonando posteriormente dicha región para establecerse en Bruselas, donde siguió manteniendo contacto con el conde. Durante esta separación, Anne dio a luz a gemelas, acontecimiento del cual fue informado el conde a través de su otro favorito, el duque de Avaray. Teniendo en cuenta el tiempo de separación, estas gemelas no podían ser hijas del conde, lo que provocó el fin de la unión entre ambos, siendo la paternidad atribuida al conde Archambaud de Périgord.
Anne vivió en Inglaterra hasta 1802, cuando su nombre fue eliminado de la lista de emigrados, regresando a Francia, donde reclamó la fortuna de su esposo, y residiendo con su hermano en el campo hasta su muerte, acaecida en 1842, tres años antes que la de su marido.